# Флир, Гленн
Гленн Кёртис Флир (англ. Glenn Curtis Flear; род. 12 февраля 1959, Лестер) — английский шахматист, гроссмейстер (1987).
Участник ряда чемпионатов Великобритании, в том числе 1985 — 3—8-е (76 участников); 1986 — 4—5-е места (62 участника). В составе команды Англии участник 1-го командного чемпионата мира (1985) и Всемирной олимпиады 1986. Успешно выступил в зональном турнире ФИДЕ — Бат (1987) — 2-е места. Участник межзонального турнира в Сираке (1987) — 15-е место.
Лучшие результаты в других международных соревнованиях: Лондон (1980) — 4—5-е (побочный турнир), 1982 — 3—5-е (побочный турнир), 1986 — 1-е; Луишем (1982) — 2—5-е; Цуг (1983 и 1985) — 5-е и 2-е; Будапешт (1984, февраль) — 2-е; Грац (1984) — 2—3-е; Гастингс (1984/1985) — 6-е; Бюнде (1985) — 1-е; Лилль (1985) — 1—2-е; Баньё (1985) — 1—4-е; Женева (1986) — 3—10-е (170 участников); Брюссель (1986, декабрь) — 3—6-е (побочный турнир), 1987 — 1—3-е; Гёусдал (1987) — 1-е места.

## Изменения рейтинга
| Графики недоступны из-за технических проблем. См. информацию на Фабрикаторе и на mediawiki.org. |